# Tommy McDonald
Thomas Franklin „Tommy“ McDonald (* 26. Juli 1934 in Roy, New Mexico; † 24. September 2018 in Audubon, Pennsylvania), Spitzname: Shoo-Fly, war ein US-amerikanischer American-Football-Spieler. Er spielte als Wide Receiver in der National Football League (NFL) bei den Philadelphia Eagles, den Dallas Cowboys, den Los Angeles Rams und den Atlanta Falcons sowie den Cleveland Browns.

## Jugend
Tommy McDonald wuchs in seiner Geburtsstadt auf einer Farm auf. Sein Vater war Nebenerwerbs-Landwirt und Elektriker. Als Sportfan förderte er die sportliche Ausbildung von Tommy und dessen Bruder. Auf der High School von Roy sollte Tommy Football spielen, sein Vater hielt ihn dazu aber für körperlich noch nicht geeignet, Tommy war lediglich 1,55 Meter groß und wog 45 Kilogramm, woraufhin er ein Jahr von der Footballmannschaft zurückgestellt wurde. Das eine Jahr Wartezeit brachte allerdings keine Veränderung seiner Körpermaße. Die Familie von McDonald zog nach diesem Jahr nach Albuquerque um, wo er schließlich die High School besuchte. Er spielte dort neben Football auch Basketball und gewann als Leichtathlet fünf Staatsmeisterschaften. Als Wide Receiver gelangen ihm in seinem letzten Schuljahr 157 Punkte, dies stellte ein Rekord für den Bundesstaat dar. Nach seinem Schulabschluss erhielt er jeweils von der University of New Mexico und der Southern Methodist University Footballstipendien angeboten. McDonald nahm beide Angebote nicht an. Der Basketballtrainer der University of Oklahoma sah ihn bei einem Spiel der Staatsauswahl von New Mexico und gab dem Footballtrainer des Colleges einen Hinweis. Dieser lud McDonald ein und bot ihm dabei ein Stipendium an. McDonald nahm dieses Angebot an.

## Spielerlaufbahn

### Collegekarriere
Thomas McDonald war zu Beginn seiner Collegekarriere im Jahr 1954 1,80 Meter groß und wog 77 Kilogramm. Von der Footballmannschaft der University of Oklahoma, den Oklahoma Sooners, wurde er als Halfback, aber auch als Wide Receiver und Quarterback eingesetzt. Bis zum Ende seines Studiums blieb seine Mannschaft ungeschlagen. In den Jahren 1955 und 1956 gewannen die Sooners die NCAA Meisterschaft. McDonald gelang es in beiden Spieljahren in 20 von 21 Spielen jeweils einen Touchdown zu erzielen. Diese Leistung brachte ihm jeweils die Wahl zum All-American ein. 1955 gewann er mit seiner Mannschaft den Orange Bowl gegen die University of Maryland mit 20:6. McDonald erzielte dabei einen Touchdown für seine Mannschaft. Aufgrund seiner sportlichen Leistungen wurde er von seinem College dreimal ausgezeichnet.

### Profikarriere
Tommy McDonald wurde im Jahr 1957 von den Philadelphia Eagles in der dritten Runde an 31. Stelle gedraftet. In seinem ersten Spieljahr wurde er überwiegend als Punt Returner eingesetzt. 1958 übernahm Buck Shaw das Traineramt bei den Eagles und McDonald erhielt vermehrt Einsatzzeit als Wide Receiver in der Offense des Teams und konnte von Quarterback Norm Van Brocklin immer wieder angespielt werden. In diesem Jahr gelang ihm die NFL Jahresbestleistung von neun gefangenen Touchdownpässen. Während der Regular Season 1960 gewannen die Eagles zehn von zwölf Spielen und zogen mit dieser Bilanz in das NFL-Endspiel ein. In diesem Endspiel gegen die Green Bay Packers wurde McDonald dann zu einem entscheidenden Spieler. Er fing drei Pässe von Van Brocklin zu einem Raumgewinn von 90 Yards und konnte einen Touchdown zum 17:13-Sieg seiner Mannschaft beisteuern. Van Brocklin beendete nach dem Endspiel seine Laufbahn und wurde durch Sonny Jurgensen als Quarterback ersetzt. Obwohl beide Spieler eine sehr gute Saison 1961 hatten, McDonald stellte mit 1144 Yards Raumgewinn durch Passfänge und 13 Touchdowns jeweils die NFL-Jahresbestmarke auf und die Eagles zehn von 14 Spielen gewinnen konnten, war der Mannschaft die Titelverteidigung verwehrt. In der Spielrunde 1962 gelangen ihm mit 58 Passfängen ein Raumgewinn von 1146 Yards, in den Titelkampf konnten die Eagles aber auch mit dieser Spitzenleistung nicht eingreifen.
Vor der Saison 1964 wurde McDonald an die von Tom Landry betreuten Dallas Cowboys abgegeben, die ihn nach einem Spieljahr in Dallas zu den Los Angeles Rams transferierten. 1965 konnte er in Los Angeles nochmals landesweit auf sich aufmerksam machen und 1036 Yards Raumgewinn durch Passfänge erzielen. 1967 lief McDonald für ein Jahr für die Atlanta Falcons auf, um nach einem weiteren Spieljahr bei den Cleveland Browns seine Laufbahn nach der Saison 1968 zu beenden.
Am Morgen des 24. September 2018 starb Tommy McDonald mit 84 Jahren. Seine letzte Ruhestätte ist nicht bekannt.

## Ehrungen
Tommy McDonald spielte sechsmal im Pro Bowl, dem Saisonabschlussspiel der besten Spieler eines Jahres. Er wurde viermal zum All Pro gewählt. Er ist Mitglied in der Pro Football Hall of Fame, in der College Football Hall of Fame, Oklahoma Sports Hall of Fame, in der Philadelphia Sports Hall of Fame und in der Pennsylvania Sports Hall of Fame, sowie in der Orange Bowl Hall of Fame. Die Philadelphia Eagles ehren ihn in der Eagles Hall of Fame. Im Jahr 1956 erhielt er den Maxwell Award, die Auszeichnung für den besten College-Football-Spieler eines Jahrgangs.